# 672 a.C.
Il 672 a.C. (DCLXXII a.C. in numeri romani) è un anno  del VII secolo a.C.

## Eventi
- Fu fondata la città di Terni, in Umbria, con il nome latino di Interamna Nahars.

## Morti
- Nekaub, sovrano egizio